# Радикальная география
Радикальная география — основанная на марксистских основах критическая теория, направленная на изучение географии с учётом социальных проблем, неравномерного развития, спатиализации и эксплуатации; тематика исследований, нацеленных на учёт географических факторов при формировании государственной и межгосударственной политики в отношении регионов с целью обеспечения социальной справедливости в государстве или мире.
Термин и стоящие за ним идеи распространились в 1970-х годах в англо-американской и французской географии в качестве ответа на господствовавшие позитивистские исследования. Радикальная география стала популярной в «левых» интеллектуальных кругах после формулирования в работах Уильяма Бунге и Дэвида Харви. Их предшественником можно считать Анри Лефевра с его поздними работами, посвящёнными проблемам урбанистики и городского пространства.
Радикальная география не закрепилась как отдельное научное направление, но способствовала многократному росту числа публикаций по обозначенной проблематике, стала основой для возникновения более академической и менее политизированной критической географии.